# Ōza 2006
L'Ōza 2006 è stata la cinquantaquattresima edizione del torneo goistico giapponese Ōza.

## Svolgimento

### Fase preliminare
La fase preliminare serve a determinare chi accede al torneo per la selezione dello sfidante. Consiste in una serie di tornei preliminari iniziali, i cui vincitori si qualificano al torneo per la determinazione dello sfidante.
- W indica vittoria col bianco
- B indica vittoria col nero
- X indica la sconfitta
- +R indica che la partita si è conclusa per abbandono
- +N indica lo scarto dei punti a fine partita
- +F indica la vittoria per forfeit
- +T indica la vittoria per timeout
- +? indica una vittoria con scarto sconosciuto
- V indica una vittoria in cui non si conosce scarto e colore del giocatore

|  | Primo turno      | Primo turno      | Primo turno |  |  | Secondo turno    | Secondo turno    | Secondo turno    |       |            | Semifinali       | Semifinali       | Semifinali |  |  | Finale | Finale | Finale |
|  |                  |                  |             |  |  |                  |                  |                  |       |            |                  |                  |            |  |  |        |        |        |
|  | Yūta Iyama       | Yūta Iyama       | B+R         |  |  |                  |                  |                  |       |            |                  |                  |            |  |  |        |        |        |
|  | Tomoyasu Mimura  | Tomoyasu Mimura  |             |  |  | Yūta Iyama       | Yūta Iyama       | W+3,5            |       |            |                  |                  |            |  |  |        |        |        |
|  | Ō Rissei         | Ō Rissei         | W+5,5       |  |  | Ō Rissei         | Ō Rissei         |                  |       |            |                  |                  |            |  |  |        |        |        |
|  | Tomomi Nakaonoda | Tomomi Nakaonoda |             |  |  |                  |                  |                  |       | Yūta Iyama | Yūta Iyama       |                  |            |  |  |        |        |        |
|  | Rin Kaiho        | Rin Kaiho        |             |  |  |                  | Satoru Kobayashi | Satoru Kobayashi | B+1,5 |            |                  |                  |            |  |  |        |        |        |
|  | Satoru Kobayashi | Satoru Kobayashi | W+12,5      |  |  | Satoru Kobayashi | Satoru Kobayashi | B+R              |       |            |                  |                  |            |  |  |        |        |        |
|  | Satoshi Kataoka  | Satoshi Kataoka  | W+4,5       |  |  | Satoshi Kataoka  | Satoshi Kataoka  |                  |       |            |                  |                  |            |  |  |        |        |        |
|  | Tetsuya Kiyonari | Tetsuya Kiyonari |             |  |  |                  |                  |                  |       |            | Satoru Kobayashi | Satoru Kobayashi |            |  |  |        |        |        |
|  | Michael Redmond  | Michael Redmond  |             |  |  |                  | Keigo Yamashita  | Keigo Yamashita  | B+R   |            |                  |                  |            |  |  |        |        |        |
|  | Shikun Ryu       | Shikun Ryu       | B+1,5       |  |  | Shikun Ryu       | Shikun Ryu       | W+R              |       |            |                  |                  |            |  |  |        |        |        |
|  | Hideyuki Sakai   | Hideyuki Sakai   |             |  |  | Shinji Takao     | Shinji Takao     |                  |       |            |                  |                  |            |  |  |        |        |        |
|  | Shinji Takao     | Shinji Takao     | W+2,5       |  |  |                  |                  |                  |       | Shikun Ryu | Shikun Ryu       |                  |            |  |  |        |        |        |
|  | Shinya Nakamura  | Shinya Nakamura  |             |  |  |                  | Keigo Yamashita  | Keigo Yamashita  | B+0,5 |            |                  |                  |            |  |  |        |        |        |
|  | Keigo Yamashita  | Keigo Yamashita  | W+R         |  |  | Keigo Yamashita  | Keigo Yamashita  | W+R              |       |            |                  |                  |            |  |  |        |        |        |
|  | Naoki Hane       | Naoki Hane       | W+R         |  |  | Naoki Hane       | Naoki Hane       |                  |       |            |                  |                  |            |  |  |        |        |        |
|  | Yuichi Sonoda    |                  |             |  |  |                  |                  |                  |       |            |                  |                  |            |  |  |        |        |        |

### Finale
La finale è una sfida al meglio delle cinque partite.